# Dzhanokmenia bibikovae
Dzhanokmenia bibikovae is een vliesvleugelig insect uit de familie Eulophidae. De wetenschappelijke naam is voor het eerst geldig gepubliceerd in 1971 door Dzhanokmen.